# Charálampos Lykogiánnis
Charálampos « Bábis » Lykogiánnis (grec moderne : Χαράλαμπος «Μπάμπης» Λυκογιάννης, Charálambos « Bábis » Lykoyánnis), né le 22 octobre 1993 au Pirée, est un footballeur international grec qui évolue au poste d'arrière gauche à Bologne FC en Italie.
Il est affublé du surnom Lýkos (Λύκος, signifiant « loup »), abréviation de son patronyme.

## Palmarès
- Championnat de Grèce : 2013

### En équipe nationale
- Équipe de Grèce des moins de 19 ans
  - Finaliste du Championnat d'Europe de football des moins de 19 ans en 2012